# لیسا بونی
لیلاکوی مون (انگلیسی: Lilakoi Moon؛ زادهٔ ۱۶ نوامبر ۱۹۶۷ با نام لیسا میشل بونی) بازیگر آمریکایی است. او بیشتر خاطر بازی در نقش دنیس هاکستبل در سیت‌کام The Cosby Show شناخته شده‌است.
بونی از سال ۱۹۸۷ تا ۱۹۹۳ با خواننده-ترانه‌سرالنی کراویتز ازدواج کرد و از او صاحب یک فرزند به نام زوئی شد که او نیز بازیگر است. او در سال ۲۰۱۷ با بازیگر جیسون موموآ ازدواج کرد و دارای دو فرزند دیگر است. بونی و موموآ در ژانویه ۲۰۲۲ از هم جدا شدند. 

## اوایل زندگی
لیسا بونی در سانفرانسیسکو، کالیفرنیا متولد شد،او فرزند آرلن، معلم موسیقی یهودی سفید و آلن بونی، خواننده اپرا آفریقایی-آمریکایی از تگزاس است. بونی در دبیرستان بیرمنگام در ون نایز، لس‌آنجلس شرکت کرد.وی در استودیوی بازیگری سلولیوئید در نورث هالیوود، شرکت کرد.
بونی پس از حضور در مسابقات زیبایی و حضور در فیلم‌ها به عنوان بازیگر مهمان، در مجموعه تلویزیونی The Cosby Show، در نقش دنیس هاکستبل حاضر شد، دومین فرزند بزرگ یک خانواده که بیل کازبی و فیلیسیا رشاد نقش والدین او را ایفا می‌کردند.
در اواخر حضورش در این برنامه در یک سریال تلویزیونی دیگر به نام " A Different World" نیز مشارکت کرد.
اودر ۱۶ نوامبر ۱۹۸۷ با ستاره موسیقی معروف لنی کراویتز ازدواج کرد و با هم یک دختر بازیگر به نام زوئی کراویتز دارند، او در سال ۱۹۹۳ از کراویتز جدا شد.
در سال ۱۹۹۵، بونی نام خود را به‌طور قانونی به لیلاکوی مون تغییر داد، اگرچه هنوز از نام لیسا بونی به عنوان نام حرفه‌ای استفاده می‌کند.
در سال ۲۰۰۵، بونی رابطه‌ای با بازیگر آمریکایی، جیسون موموا آغاز کرد. آن دو در ۱۵ نوامبر ۲۰۰۷ ازدواج کردند ولی ازدواج آنها در اکتبر ۲۰۱۷ رسمیت یافت. بونی و موموآ، دو فرزند دارند: یک دختر متولد ژوئیه ۲۰۰۷،و یک پسر متولد دسامبر ۲۰۰۸ می‌باشد. آن‌ها در ژانویه ۲۰۲۲ بعد از ۱۶ سال زندگی مشترک اعلام کردند که از هم جدا شده‌اند. طبق گزارش‌ها، بونی در ۵ ژانویه ۲۰۲۴ درخواست طلاق داد.

## فیلم‌ها
- دشمن کشور
- وفاداری بزرگ
- قلب فرشته
- جاده سرخ
- سرقت بانک
- جاده به پالوما
- ری داناوان (بازیگر دوره‌ای در فصل ۴)